# Lumbalpunktion

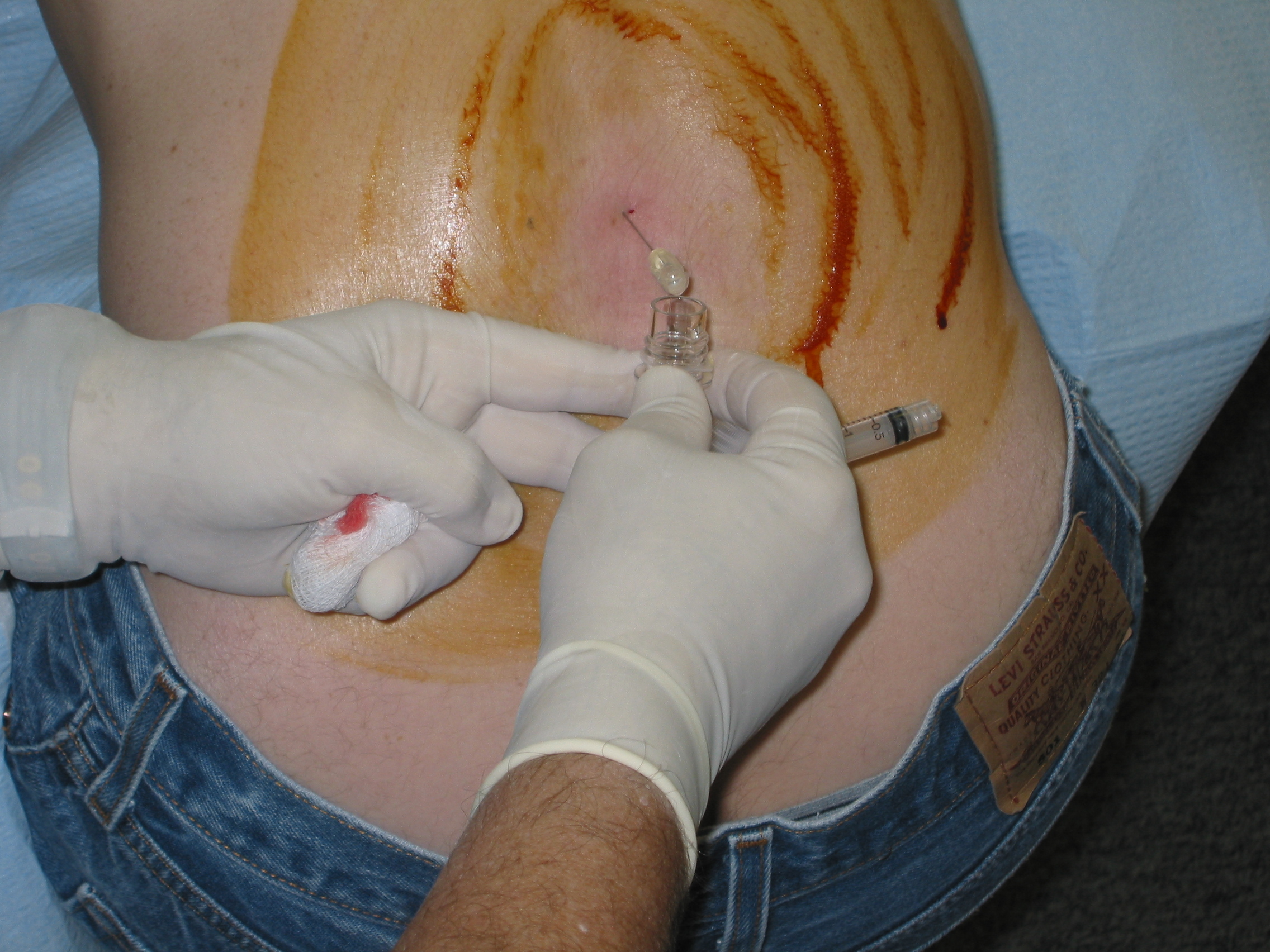
En patient genomgår en lumbalpunktion. Det rödbruna runtom är desinfektionsmedel.

Lumbalpunktion, LP, är ett prov som tas från ryggmärgsvätska (likvor) som cirkulerar i och kring hjärnan och kring ryggmärgen i kotkanalen (canalis vertebralis). Sådan provtagning kan vara till hjälp för att diagnostisera ett flertal sjukdomar i nervsystemet. Det kan gälla exempelvis infektioner, sjukdomar som MS och vissa typer av hjärnblödning. Även vid diagnostiken av demenssjukdomar eller papillödem[källa behövs] har lumbalpunktion fått stor betydelse.

## Kontraindikationer
Kontraindikationer kan vara förhöjt intrakraniellt tryck (huvudvärk, staspapiller), blödningsrubbning, samt lokal infektion i stickstället.

Provet tas i det vätskeförande utrymmet innanför hårda hjärnhinnan och spindelvävshinnan, men utanför mjuka hjärnhinnan. För att inte riskera skada ryggmärgen, som i höjd med de översta ländkotorna övergår i cauda equina, förs en kanyl in mellan två av de nedre ländkotorna. För att komma åt mellan kotorna får patienten antingen sitta hopkurad eller ligga på sidan i fosterställning. Ibland ges lokalbedövning. Beroende på vilka analyser som ska göras tas ofta 10-15 ml, som får droppa ut i olika provrör som utöver bedömning med blotta ögat skickas till laboratorium för vidare analys. Normalt är vätskan genomskinlig till gul, men blodfärgning kan förekomma om kanylen gått igenom ett blodkärl. Provtagningen utförs oftast på morgonen för att erhålla standardiserade värden.
Av inte helt klarlagda skäl, kan en del av patienterna (15–20 procent) drabbas av vanligen ofarlig så kallad spinal huvudvärk, som oftast är lindrig och snabbt övergående.
Metoden användes första gången år 1891 i Kiel av läkaren Heinrich Quincke.